# Wilhelm Sahm
Wilhelm August Ludwig Sahm (* 30. Januar 1873 in Kreuzburg in Ostpreußen; † 30. Dezember 1944 in Königsberg in Ostpreußen) war ein deutscher Schulmann, Lokalhistoriker und Chronist.

## Leben
Wilhelm Sahms Eltern waren der Bäckermeister und Ackerbürger Ludwig Sahm und Johanna Pelikan. Er ging in seinem Heimatort Kreuzburg zur Schule, besuchte anschließend die Präparandenanstalt in Lötzen und absolvierte danach das Lehrerseminar in Preußisch Eylau. 1895 trat er eine Stellung als Lehrer in Goldbach, Kreis Wehlau, an, wo er 1899 Hedwig Kledtke († 1945) heiratete. Im selben Jahr wurde er Mittelschullehrer in Königsberg. 1811 übernahm er das Amt des Rektors der Herderschule, und 1921 wurde er zum Magistratsschulrat ernannt. In dieser Funktion trat er 1938 in den Ruhestand.
Sahm betätigte sich intensiv als Heimatforscher und setzte sich insbesondere mit der Geschichte Natangens auseinander. Er veröffentlichte zahlreiche Aufsätze in Zeitungen und Zeitschriften und publizierte Stadtchroniken über seinen Heimatort Kreuzburg (1901) sowie über Friedland i. Ostpr. (1913) und Labiau (1939). Er verfasste eine wissenschaftlich wichtige Chronik über die 1710 in Ostpreußen ausgebrochene Pest (1905) und stellte auch eine Geschichte des Königsberger Handwerkervereins zusammen (1909) und lieferte eine Darstellung der Verhältnisse in Ostpreußen während der Franzosenzeit (1912). Ein von ihm ebenfalls ausgearbeitetes druckfertiges Manuskript über die Geschichte der Stadt Ragnit ist seit 1945 verschollen. Er ist außerdem Autor einiger in vielen Auflagen verbreiteten Schulbücher über die Heimatkunde von Königsberg, Ostpreußen und der Nordostmark. Seine Heimatkunde Kurlands (1917) wurde in Ostpreußen häufig im Schulunterricht verwendet.

## Werke (Auswahl)
- Geschichte der Stadt Creuzburg Ostpr. Thomas & Oppermann, 1901.
- Aus Ostpreußens Leiden- und Ruhmestagen, 1912.
- Geschichte der Pest in Ostpreußen. Duncker & Humblot, Berlin 1905.
- Geschichte der Stadt Friedland Ostpr. Herausgegeben im Auftrage des Magistrats. Gräfe und Unzer, Königsberg 1913.
- Heimatkunde Kurlands, 1917.
- Die Lage der deutschen Schulen in den abgetretenen Ostgebieten, 1921.
- Geschichte der Stadt Labiau. Herausgegeben von der Stadtverwaltung. Labiau 1942.

Als Herausgeber
- Beschreibung der Reisen des Reinhold Lubenau. Königsberg i. Pr., 1912 und 1930.